# Mohamed Ramadan (acteur)
Pour les articles homonymes, voir Mohamed Ramadan (homonymie) et Ramadan.
Mohamed Ramadan (en arabe: محمد رمضان ) est un acteur et rappeur égyptien né le 23 mai 1988 a el mahallah El-kubra en  Égypte. En 2017, il devient l'acteur le mieux payé du drama égyptien en signant un contrat de 90 millions de livres égyptiennes pour une série avec la chaîne Dmc.

## Polémique
En novembre 2020, il est convoqué devant un tribunal égyptien après avoir été photographié aux Émirats arabes unis aux côtés du chanteur Omer Adam et du footballeur Dia Saba (he), tous deux de nationalité israélienne. L'audience devait avoir lieu le 19 décembre 2020.

## Filmographie

### Cinéma
- 2005 : Hamada Yelaab
- 2008 : Ramy al eatsamy
- 2009 : Femmes du Caire (Ehky ya Schahrazad) de Yousry Nasrallah - Saïd
- 2010 : Cairo Exit d'Hesham Issawi - Tarek
- 2011 : El Shoq
- 2011 : Cold January
- 2012 : Abdou Mouta
- 2012 : Hassal Kheir
- 2012 : Saa Wi Nos
- 2012 : Al-Almani
- 2013 : Qalb Al Assad
- 2014 : An Upper Egyptian
- 2015 : Shad Agza
- 2017 : Last Rooster In Egypt
- 2017 : Jawab Ieteqal
- 2017 : El Kenz
- 2018 : Jours de rage et de révolution

### Séries
- 2006 : Cinderella
- 2006 : Awlad el shaware3
- 2007 : Hanan Wa Haneen
- 2008 : Fi Aydee Amina
- 2008 : High School
- 2008 : Romant Almizan
- 2008 : Hima Ayyam Aldihk wal dumu'u
- 2009 : Hanem bent basha
- 2009 : Girl from the night
- 2010 : Al Gama'a
- 2011 : Ehna Al Talaba
- 2011 : Dwaran Shobra
- 2012 : Karioka
- 2014 : Ibn Halal
- 2015 : Estifa
- 2016 : Lahfa
- 2016 : Al Ostoura
- 2018 : Nesr Alsaaid
- 2019 : El Zizal
- 2020 : El Prince
- 2021 : Moussa
- 2022 : Al Michwar
- 2023 :  Gaafar El Omda

## Théâtre
- 2007 : White Dove
- 2011 : فيه ايه يا مصر
- 2013 : Président de son République
- 2016 : Bonjour Ramadan (Welcome Ramadan)

## Série Radio
- Abdo c'est moi
- Chérie, qui est-elle ?
- 2010 : Jours d'amour et de folie

## Discographie

### Singles
- 2018 : Number One
- 2019 : Mafia
- 2019 : Ensay (feat Saad Lamjarred)
- 2020 : BUM BUM
- 2020 : Ya Habibi (feat Gims)
- 2022 : Paris Dubai  (feat Soolking)
- 2023 : TETABTAB (feat Stefanos Pitsiniagkas)
- 2023 : Malek Elsahar
- 2023 : Come Baby Come (feat Skales)

### Apparitions
- 2023 : TMO (de Issam Alnajjar feat Gims)